# Карамурт
Караму́рт (каз. Қарамұрт) — село у складі Сайрамського району Туркестанської області Казахстану. Адміністративний центр Карамуртського сільського округу.
Населення — 14058 осіб (2021; 10538 у 2009, 8188 у 1999, 6448 у 1989). Щодо національного складу, 98% населення села становлять узбеки.
26 березня 2015 року до села було приєднано територію площею 11,13 км².

## Історія
Завдяки археологічним дослідам виявили, що поселення на місці сучасного села виникли ще у V-VI століттях. На межі XI–XII століть тут існувало значне середньовічне поселення. Перша письмова згадка про Карамурт сягає 1425 року, коли про поселення згадав перський історик Шараф ад-Дін Алі Язді у своїй книзі «Зафар-Наме».